# سطل

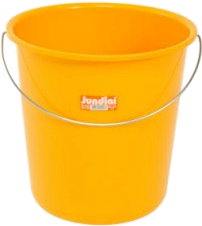
یک سطل پلاستیکی زردرنگ.

سطل ظرفی با ظرفیتِ حفظِ حجمِ مشخصی از مایعاتی، مانند آب است. جنس سطل در برابر نفوذ یا نشت مایعات، مقاوم است. معمولاً شکل متمایل به استوانه ای ایستاده دارد. در بیشتر موارد، مساحت سطح فوقانی سطل که می‌تواند دایره یا مربع باشد، از مساحت سطح تحتانی آن بیشتر است. در قسمت بالای سطل معمولاً یک دستگیره به شکل نیم دایره برای حمل یا بستن طناب تعبیه شده است. از سطل برای نگهداشتن و حمل مایعات، به‌خصوص آب استفاده می‌شود. همچنین از سطل برای کشیدن آب از چاه نیز می‌توان استفاده کرد. سطل‌ها را در اندازه، شکل و جنسهای مختلف می‌سازند. امروزه سطلهای کوچک خانگی، معمولاً از پلاستیک یا کائوچوی مصنوعی ساخته می‌شوند. سطل چاه معمولاً از فلز ساخته می‌شود ولی امروزه مصرف کمتری دارد. در دوران باستان و سده‌های میانه سطل‌هایی تشریفاتی وجود داشتند که از برنز و عاج ساخته می‌شدند. انواع دیگر سطل‌ها برای مصارف کشاورزی و نیز حمل آب، شن، ماسه و سنگمورد استفاده قرار می‌گیرند.

## نگارخانه

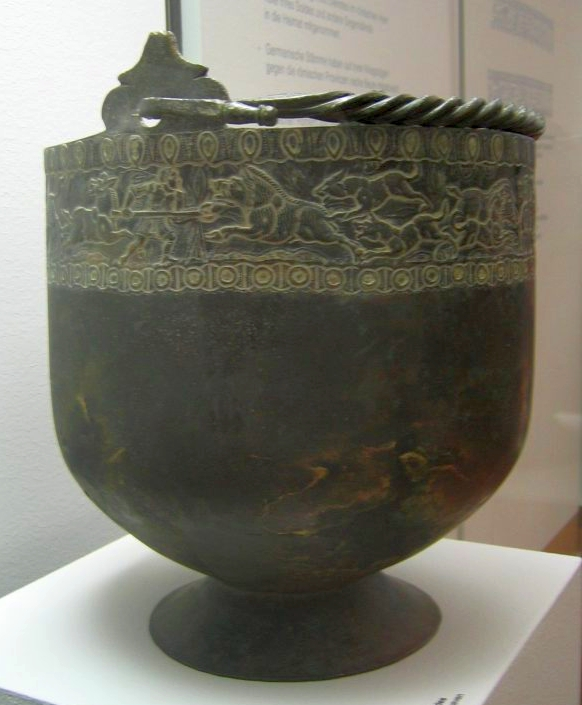
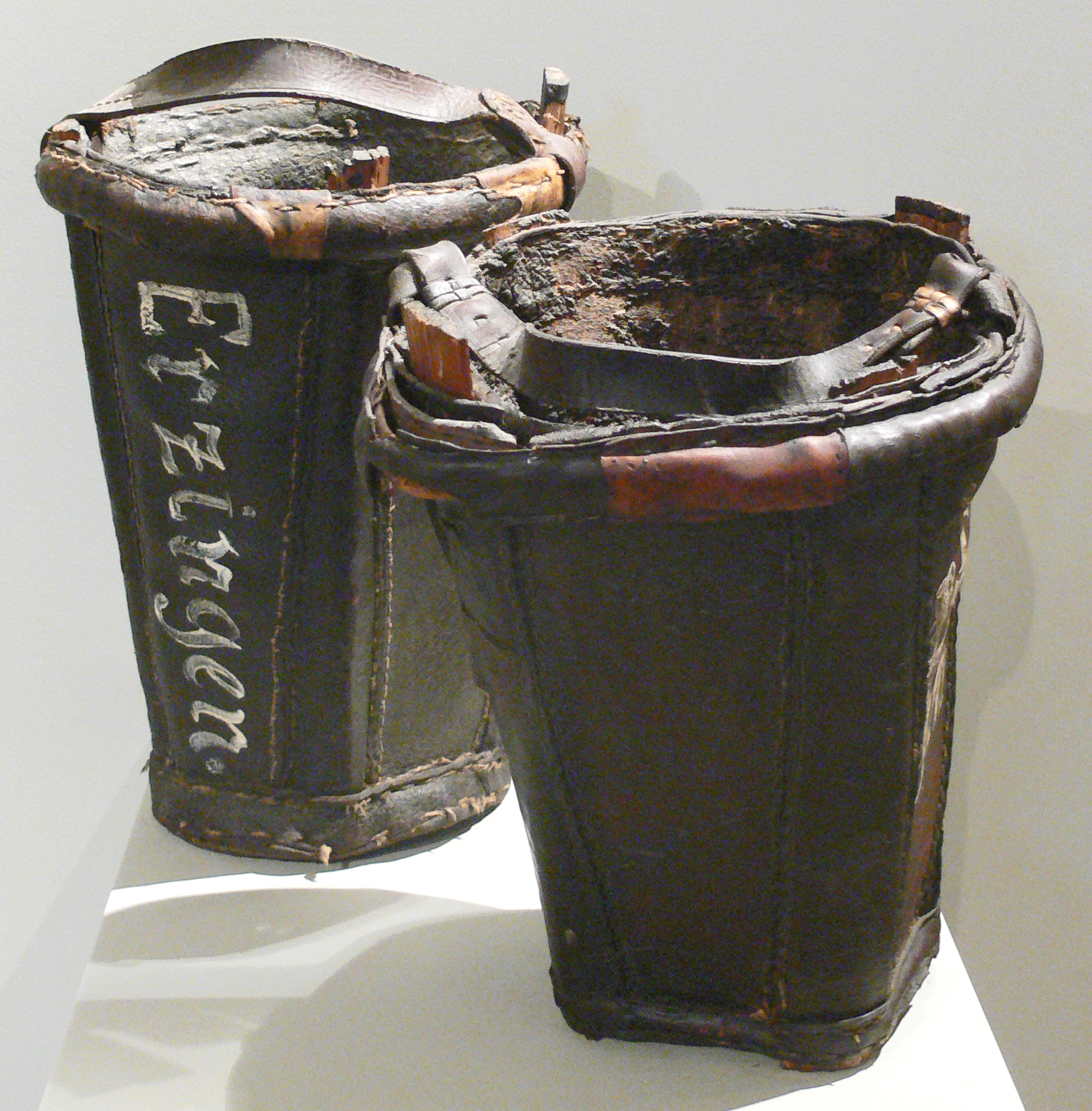
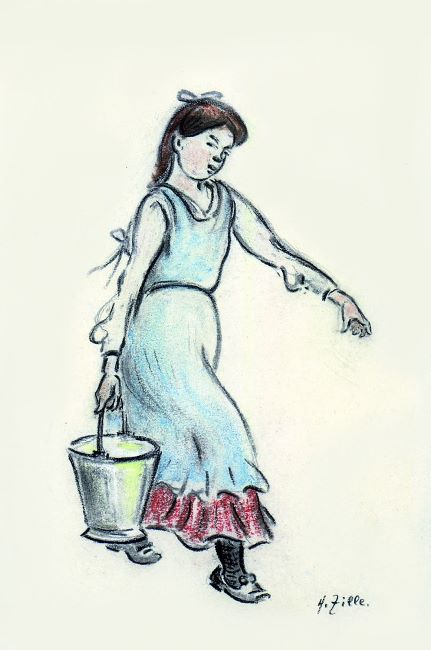
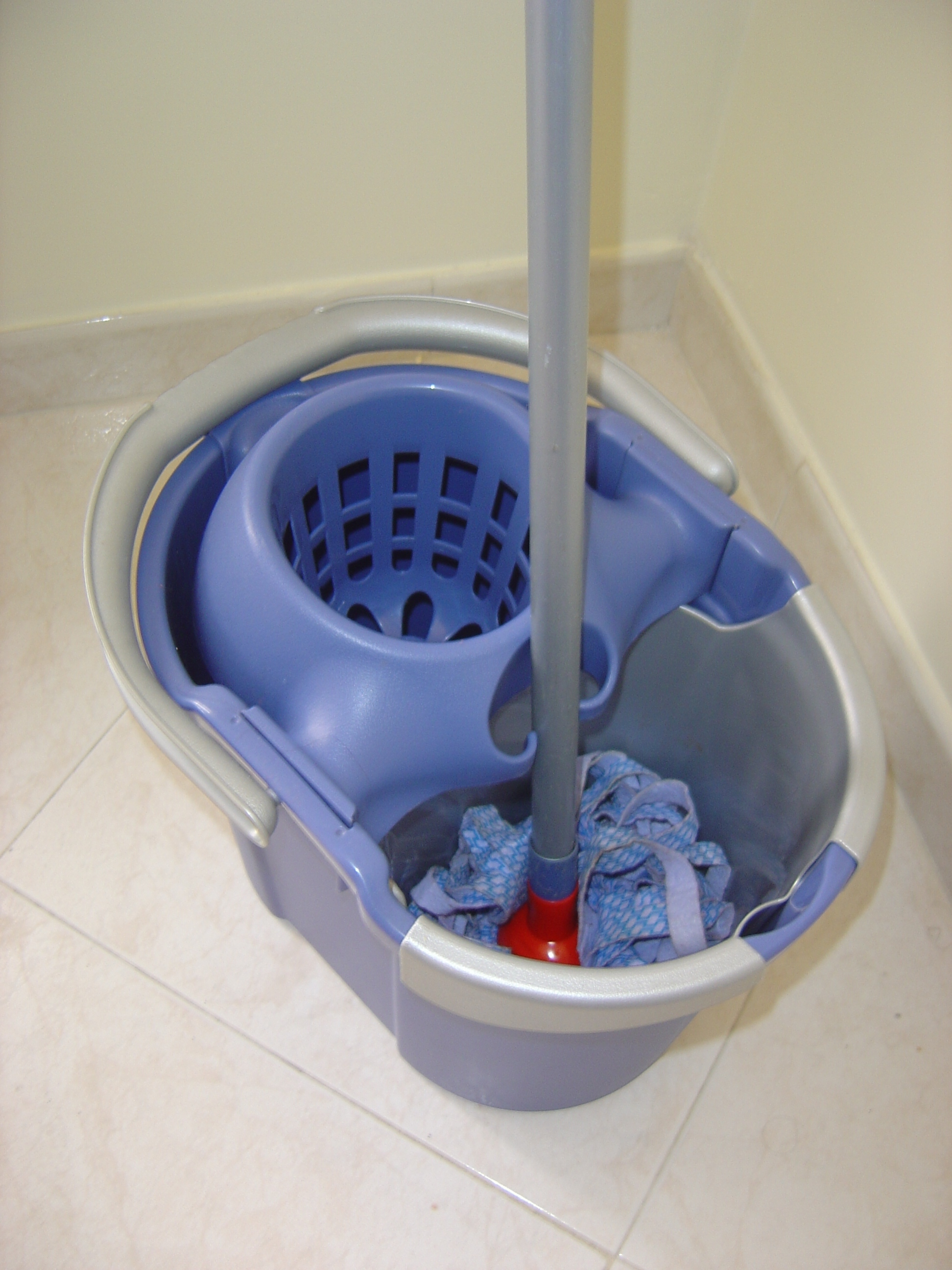
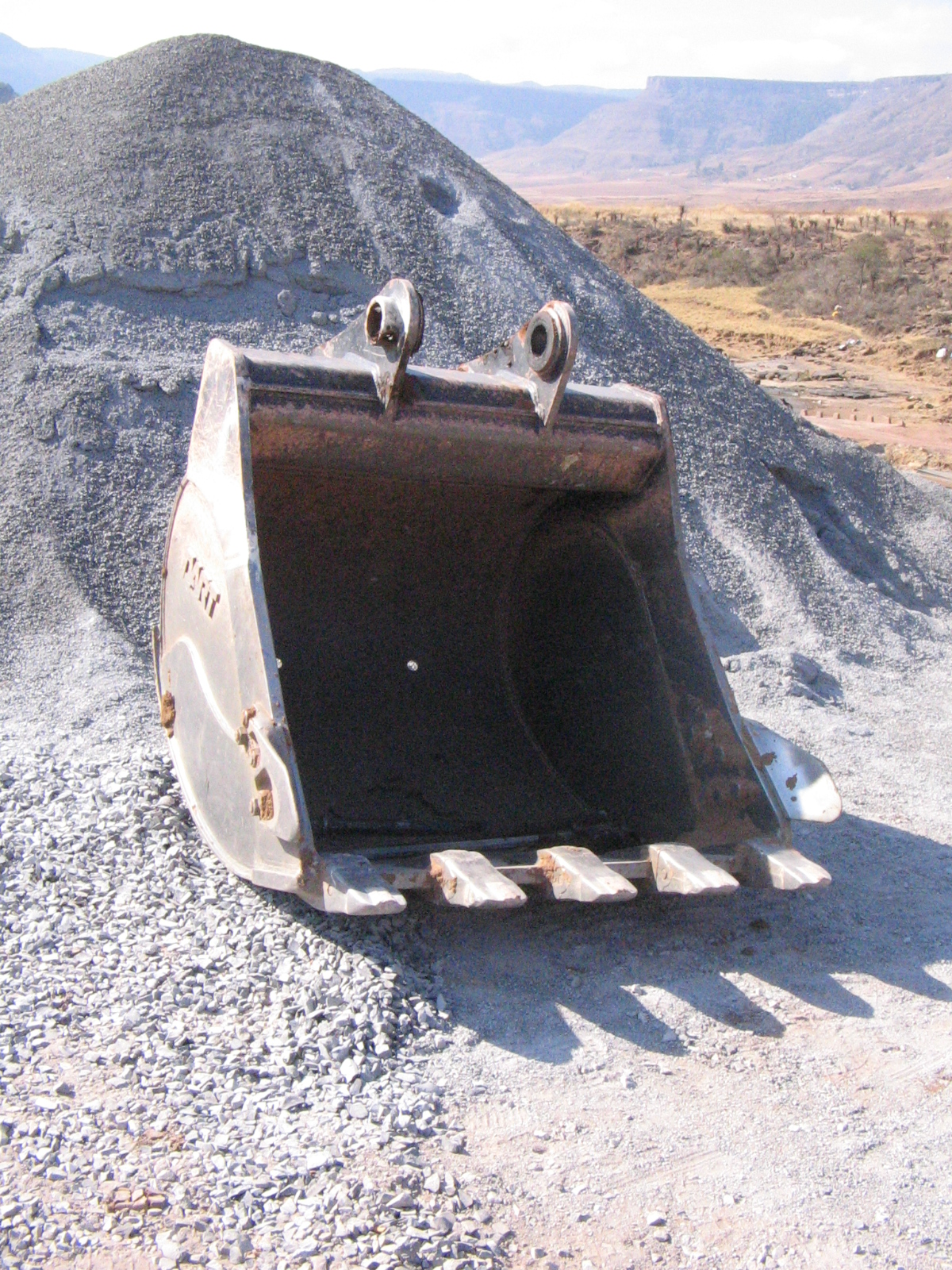
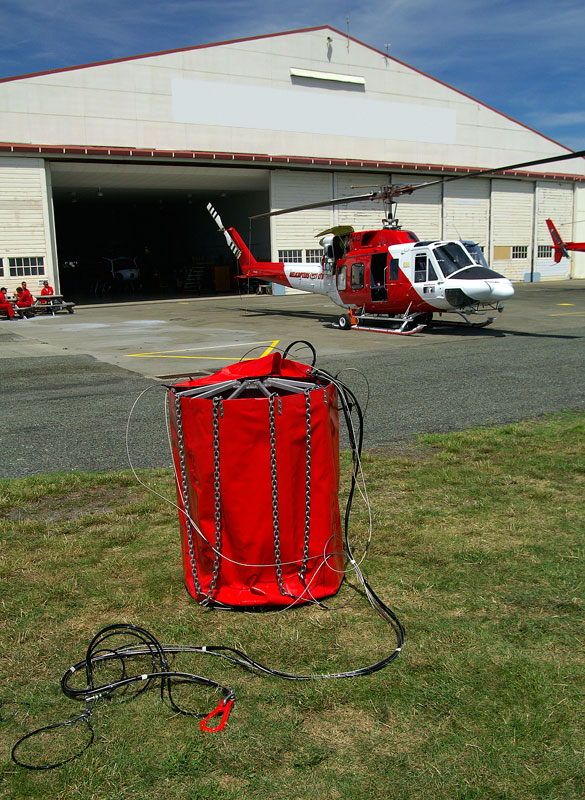
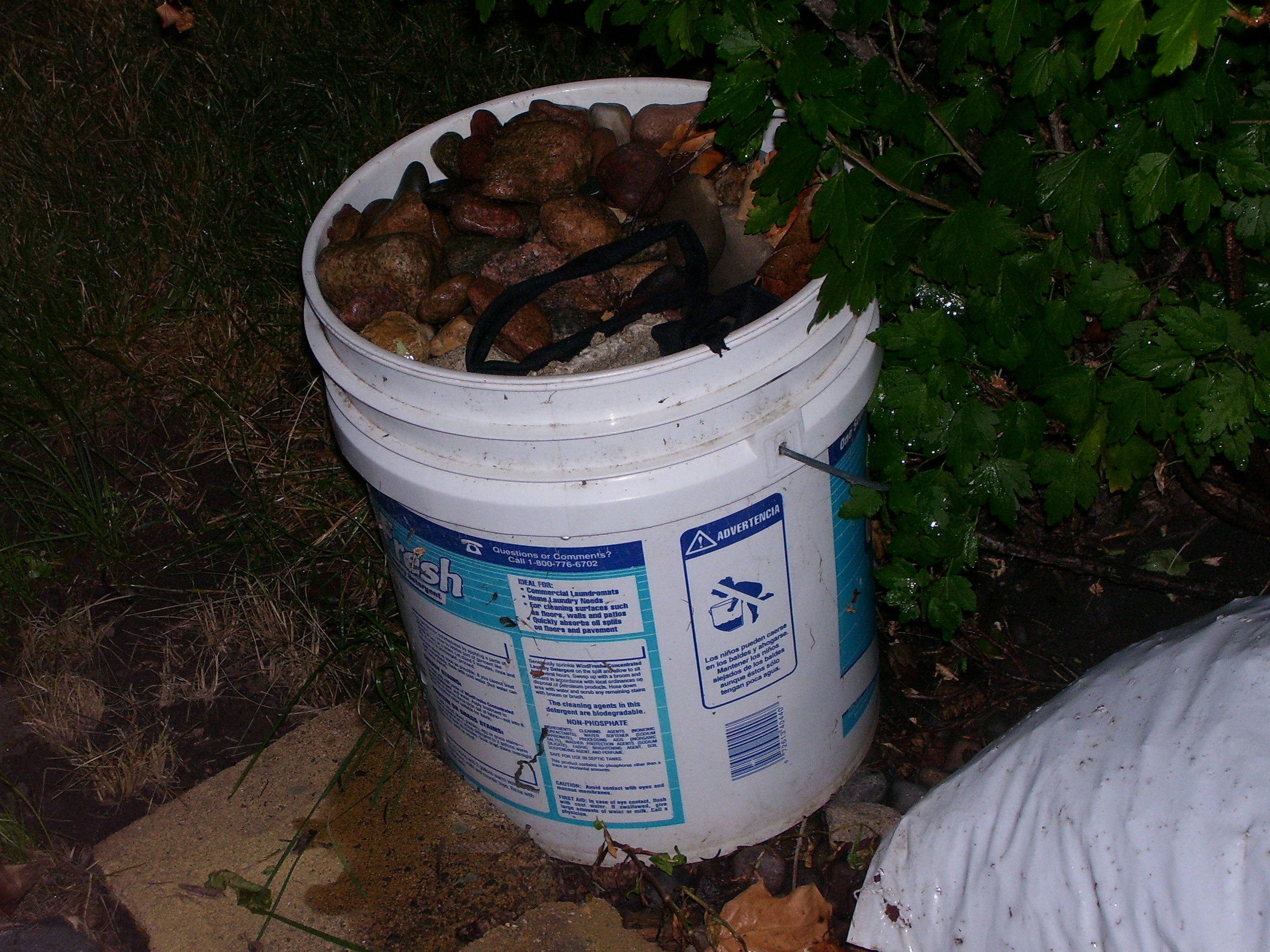
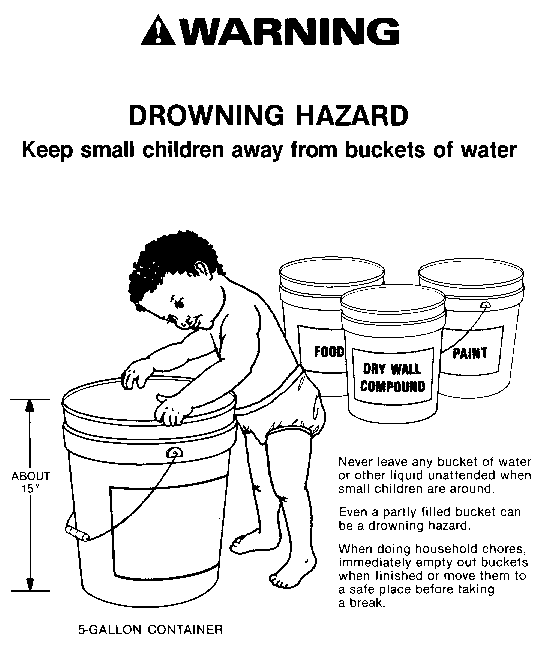
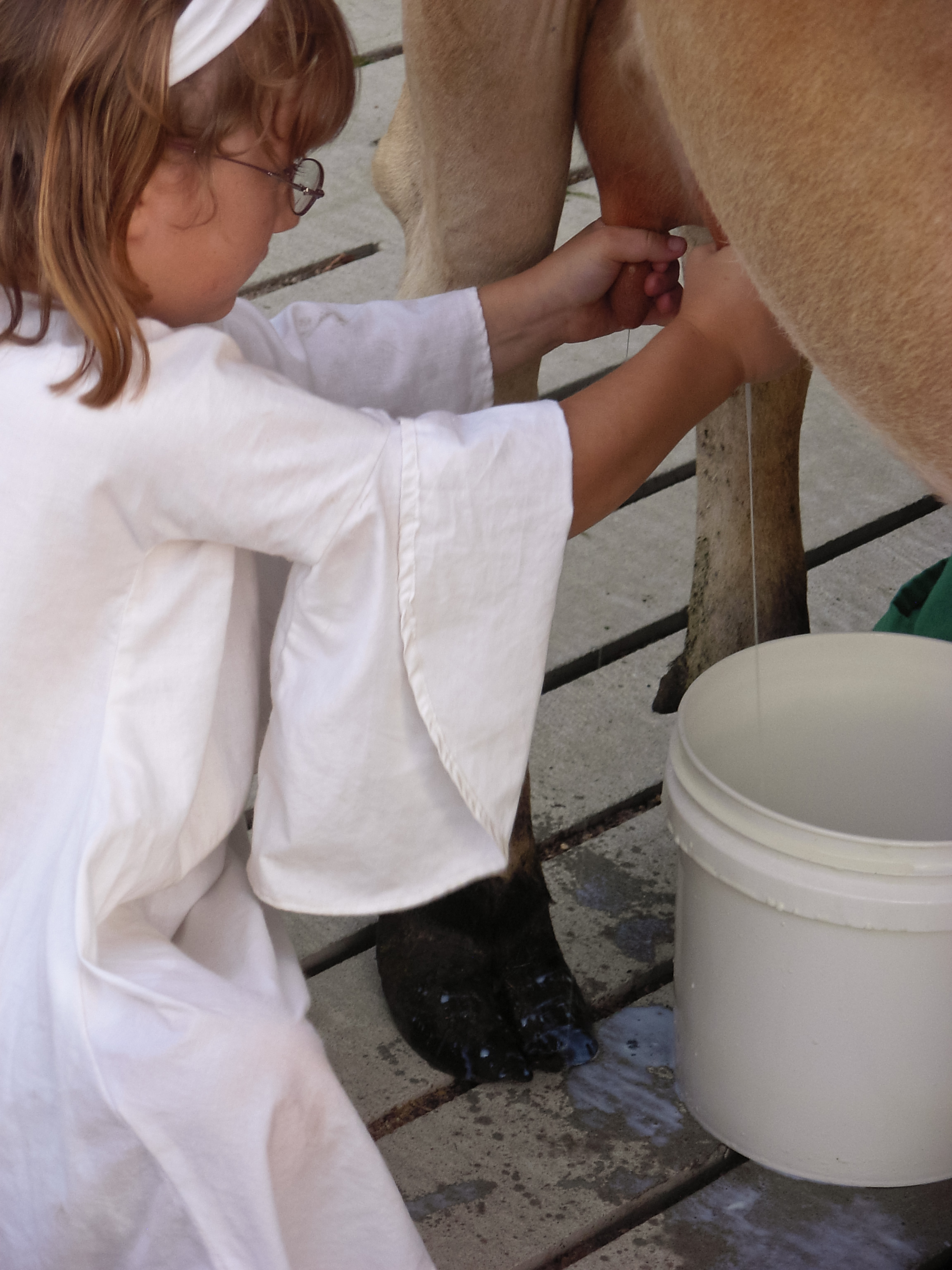
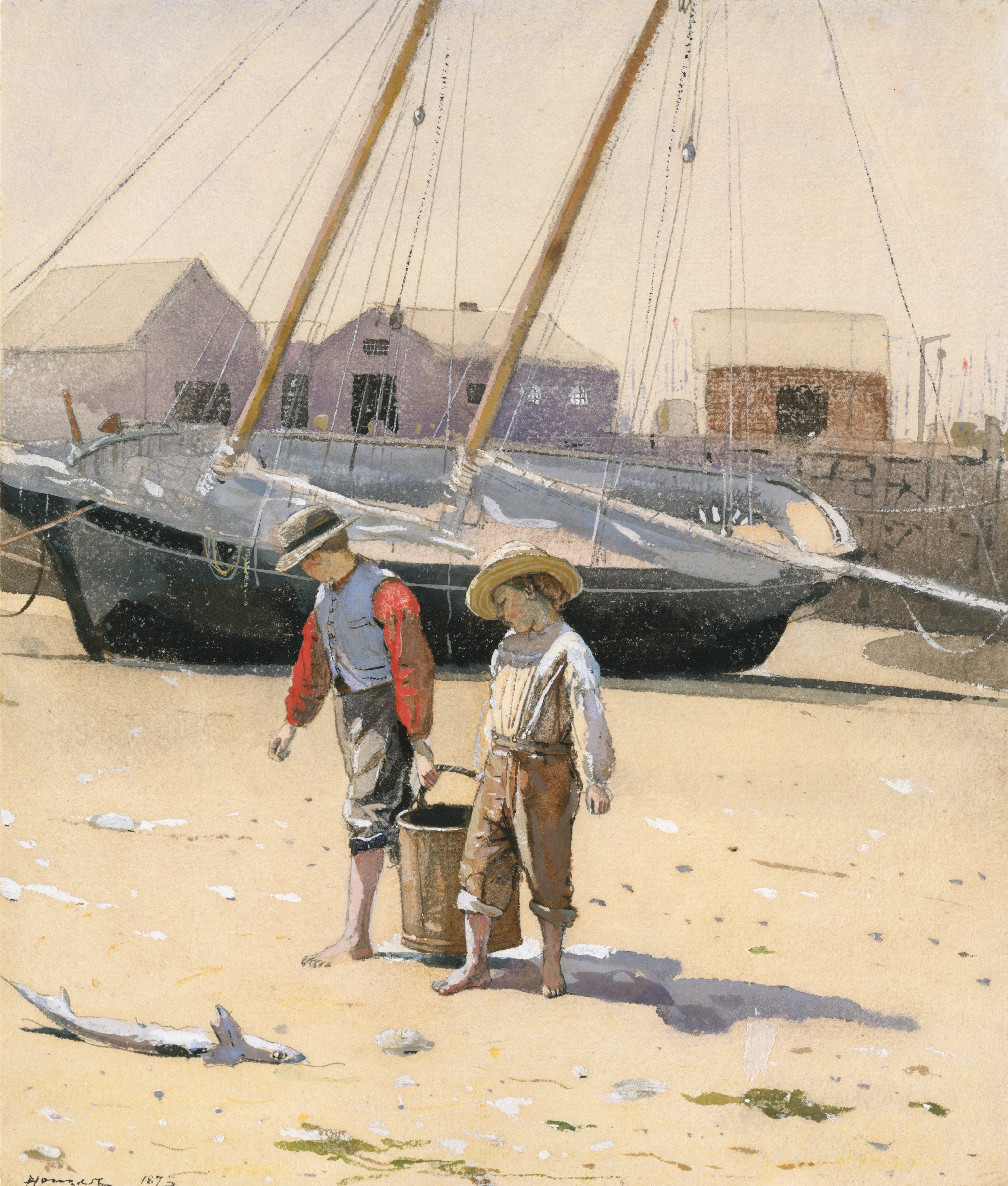
سطلی از صدف‌ها اثر وینسلو هومر